# Antitrogus parilis
Antitrogus parilis är en skalbaggsart som beskrevs av Britton 1978. Antitrogus parilis ingår i släktet Antitrogus och familjen Melolonthidae. Inga underarter finns listade i Catalogue of Life.